# 准乌和尔廷诺尔
准乌和尔廷诺尔，又名东乌胡尔特湖，是位于中国内蒙古自治区呼伦贝尔市新巴尔虎右旗额尔敦乌拉苏木东北的一个湖泊。其位置约在东经116°45′，北纬49°19′。湖面海拔648.30米，面积达1平方公里。该湖PH值为8.7，总盐量为72.78克/升，沉积物主要为芒硝。准乌和尔廷诺尔在蒙古语中的意思是卧石东湖。